# Lyman R. Critchfield

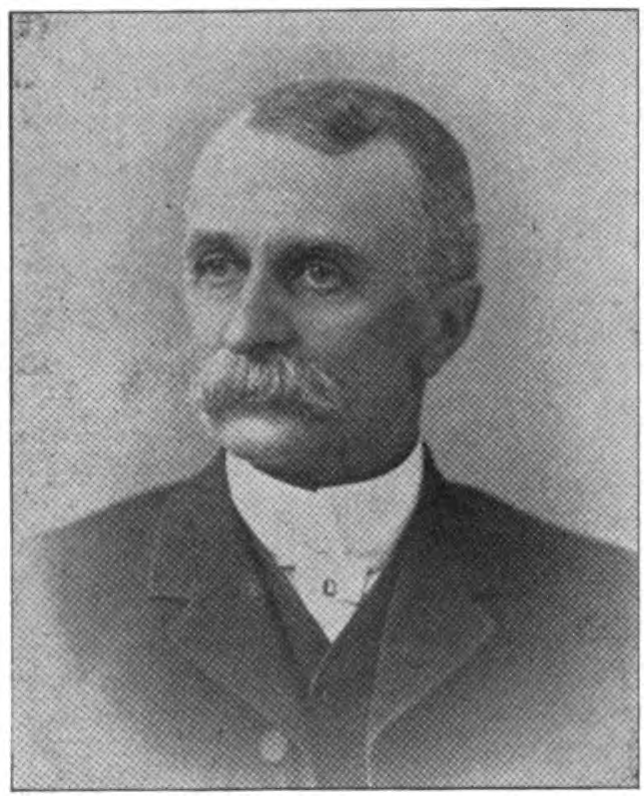
Lyman R. Critchfield

Lyman Reuben Critchfield (* 22. Mai 1831 in Danville, Ohio; † 28. November 1917 in Millersburg, Ohio) war ein US-amerikanischer Jurist und Politiker (Demokratische Partei). Er war von 1863 bis 1865 Attorney General von Ohio.

## Werdegang
Lyman Reuben Critchfield, Sohn von Nancy Caroline Hardesty (1809–1884) und Reuben Troutman Critchfield (1805–1897), wurde ungefähr sechs Jahre vor dem Beginn der Wirtschaftskrise von 1837 im Knox County geboren. Die Familie Critchfield zog dann 1834 nach Millersburg (Holmes County). Dort besuchte er öffentliche Schulen und graduierte danach an der Ohio Wesleyan University in Delaware (Delaware County). Er studierte dann Jura und begann nach dem Erhalt seiner Zulassung als Anwalt 1853 in Millersburg zu praktizieren. 1859 wurde Critchfield zum Staatsanwalt (Prosecuting Attorney) im Holmes County gewählt und 1861 wiedergewählt. Nach seiner Wahl zum Attorney General von Ohio trat er 1862 von seinem Posten als Staatsanwalt zurück.
Die Demokratische Partei nominierte ihn 1862 für den Posten als Attorney General von Ohio. Bei der Wahl besiegte er den Republikaner Chauncey N. Olds. 1864 kandidierte er erneut für den Posten als Attorney General. Diesmal ging der Republikaner William P. Richardson bei der Wahl als Sieger hervor. Bei den Kongresswahlen von 1868 im 14. Kongresswahlbezirk von Ohio erlitt Critchfield eine Niederlage gegenüber dem Republikaner Martin Welker.
1887 wurde er für den Posten als Richter am Supreme Court of Ohio nominiert. Er verlor aber die Wahl gegenüber dem Republikaner William T. Spear. 1888 machte er einen erneuten Versuch um ein Richteramt am Supreme Court, verlor aber die Wahl gegenüber dem Republikaner Joseph Perry Bradbury.
Lyman Reuben Critchfield heiratete am 2. Oktober 1854 Adelaide Margaret Shaffer (1834–1895), Tochter von Margaret McClure (1815–1868) und Moses Shaffer (1806–1889). Das Paar hatte sieben Kinder: Edith C. (1857–1910), Grace L. (1859–1936), Henry Hardesty (1861–1904), Mary Ettie (1863–1929), Adelaide F. (1865–1889), Blanche (1866–1916) und Ellen Chapman (1870–1908). Er war ein Freimaurer und Mitglied der Methodistenkirche. In seinen späteren Jahren lebte er in Wooster (Wayne County). Adelaide fand 1895 bei einem Brand den Tod, wohingegen Lyman 1917 an seinem Schreibtisch in Millersburg verstarb.